# Кадыркулов, Идрис Анарбекович
Идрис Анарбекович Кадыркулов (4 января 1971, село Кашка-Суу, Чуйская область, Киргизская ССР) — киргизский дипломат, государственный деятель, Чрезвычайный и Полномочный Посол Кыргызстана в Украине.

## Биография
Родился 4 января 1971 в селе Кашка-Суу Сокулукского района Чуйской области.
В 1996 году окончил Кыргызский национальный университет имени Жусупа Баласагына по специальности «Экономика и организация управления».
В 2015 году — окончил Магистратуру Академии государственного управления при Президенте Кыргызской Республики по специальности «Высшая школа государственной политики и управления».
В 2019 году — окончил Магистратуру Дипломатической Академии Министерства иностранных дел Кыргызской Республики им. К. Дикамбаева по специальности «Международные отношения».
С 1994 по 1998 годы занимал должность сотрудника Министерства внутренних дел Кыргызстана.
В 1996 году окончил курс Всемирного банка по макро-микроэкономике.
В 1999 году окончил курс Криминальной полиции ФРГ по психологии проведения переговоров и освобождению заложников Радиоактивной безопасности МАГАТЭ.
С 1998 по 2002 годы был оперативным сотрудником линейных и территориальных подразделений Государственного комитета национальной безопасности Кыргызской Республики.
С 2002 по 2015 годы — занимал руководящие должности в различных оперативных подразделениях ГКНБ (руководил подразделением по противодействию терроризму и территориальными управлениями ГКНБ КР по г. Бишкек, Чуйской и Баткенской областях, а также занимал должность заместителя директора антикоррупционной службы (АКС) Кыргызской Республики.
В 2015—2016 годах — первый заместитель председателя Государственной службы контроля наркотиков при Правительстве Кыргызстана.
В 2016—2018 годах — начальник главного управления ГКНБ по городу Ош и Ошской области.
С 7 апреля 2018 года — директор Службы анализа и прогнозирования рисков национальной безопасности Государственного комитета национальной безопасности Кыргызской Республики в ранге заместителя председателя ГКНБ Кыргызстана.
С 20 апреля 2018 по 15 мая 2019 года — Председатель Государственного комитета национальной безопасности Кыргызской Республики.
С 25 января 2022 года — Чрезвычайный и Полномочный Посол Кыргызстана в Украине.
17 августа 2022 года Идрис Анарбекович Кадыркулов вручил верительные грамоты президенту Украины Владимиру Зеленскому.

## Награды
Президент Кыргызской Республики Садыр Жапаров своим указом «О награждении государственными наградами Кыргызской Республики» от 31.08.2022 года наградил И. Кадыркулова государственной наградой — медалью «Эрдик» за существенный вклад в развитие социально-экономического, интеллектуального и культурного потенциала Кыргызской Республики, большие достижения в профессиональной деятельности, а также в связи с Днем независимости Кыргызской Республики.

## Семья
Женат и имеет троих детей.